# Новинка (Тосненский район)
Нови́нка — деревня в Любанском городском поселении Тосненского района Ленинградской области.

## История
В переписи 1710 года в Ильинском Тигодском погосте упоминается деревня Новинка числящаяся за помещиком Секириным.

НОВИНКА — деревня Новинского сельского общества, прихода села Пельгоры.

Крестьянских дворов — 50. Строений — 172, в том числе жилых — 64.

Число жителей по семейным спискам 1879 г.: 93 м. п., 102 ж. п.; по приходским сведениям 1879 г.: 104 м. п., 111 ж. п. 
 
3 ветряные мельницы. Мелочная лавка. Питейный дом. (1884 год)

НОВИНКА — деревня бывшая владельческая. Дворов — 48, жителей — 200. Часовня. Лавка. (1885 год)

В конце XIX — начале XX века деревня административно относилась к Пельгорской волости 1-го стана 1-го земского участка Новгородского уезда Новгородской губернии.

НОВИНКА — деревня Новинского сельского общества, дворов — 57, жилых домов — 57, число жителей: 139 м. п., 159 ж. п.

Занятия жителей — земледелие и отхожие промыслы. Часовня, хлебозапасный магазин, 2 мелочные лавки. (1907 год)

В начале XX века в 1 версте от деревни на краю болота находилось городище.
Согласно военно-топографической карте Петроградской и Новгородской губерний издания 1917 года деревня Новинка состояла из 21 крестьянского двора.
С 1917 по 1927 год деревня Новинка входила в состав Любанской волости Новгородского уезда Новгородской губернии.
С 1927 года в составе Пельгорского сельсовета Любанского района Ленинградской области.
С 1930 года в составе Тосненского района.
По данным 1933 года деревня Новинка находилась в составе Пельгорского сельсовета Тосненского района.

План деревни Новинка. 1937 год

Согласно топографической карте 1937 года деревня насчитывала 53 крестьянских двора, в деревне находился ветеринарный пункт.
Деревня была освобождена от немецко-фашистских оккупантов 1 февраля 1944 года.
В 1965 году население деревни Новинка составляло 108 человек.
По данным 1966 и 1973 годов деревня Новинка также находилась в составе Пельгорского сельсовета.
По данным 1990 года деревня Новинка находилась в составе Любанского сельсовета.
В 1997 году в деревне Новинка Любанской волости проживали 128 человек, в 2002 году — 122 человека (русские — 84 %).
В 2007 году в деревне Новинка Любанского ГП — 113.

## География
Деревня расположена в восточной части района на автодороге 41А-004 (Павлово — Мга — Луга), к северу от центра поселения — города Любань.
Расстояние до административного центра поселения — 12 км.
Расстояние до ближайшей железнодорожной станции Любань — 12 км.
К востоку от деревни протекает река Чудля.

## Демография
| 2007 | 2010 | 2017 |
| ---- | ---- | ---- |
| 113  | ↘99  | →99  |

## Улицы
Большая, Ручейная.